# كهف الرقيم
كهف الرقيم، هو الكهف الذي رقد فيه الفتية المؤمنون الفارون بدينهم من الملك المضطهد دقيانوس. تعددت الآراء وتباينت حول موقع الكهف الذي رقد به الفتية، وبالنظر إلى الدلائل التاريخية والأثرية واستنادا إلى ما ذكر في القرآن يرجح الباحثون أن يكون كهف أهل الكهف هو كهف الرقيم الواقع في قرية الرجيب على بعد 7 كيلو متر شرق العاصمة الأردنية عمان، على بعد 4 كم شرق مبنى التلفزيون الأردني وعلى بعد 1.5 كم شرق منطقة أبو علندا.

## التسمية
جاءت تسمية كهف الرقيم من كلمة الرقيم المشتقة من الفعل الثلاثي رَقَمَ والذي يعني خط أو كتب  وقد يعني القرية أو الواد أو الجبل الذي يقع فيه الكهف أو قد يعني الكتاب الذي كتب عليه أسماء أهل الكهف كما ذكره الطبري في كتابه (تفسير الطبريِّ). والرقيم أيضا اسم القرية التي يوجد بها الكهف والتي تم تحريفها فأصبحت معروفة بقرية الرجيب.

## تاريخ
اكتشف الصحفي تيسير ظبيان كهف الرقيم سنة 1951 وقام بنشر أول صورة له على مجلة الشرطة العسكرية السورية، ثم قام بإبلاغ دائرة الآثار الأردنية التي كان يترأسها آنذاك عوني الدجاني حيث أوكل مهمة البحث والتنقيب إلى ابن عمه عالم الآثار الأردني رفيق الدجاني بالتعاون مع مجموعة كشافة الرسول الأعظم لمؤسسها تيسير ظبيان.

## قصة أهل الكهف

### في القرآن
ذكر أهل الكهف في  الآيات (9-26) من سورة الكهف، وقد سميت السورة بإسمهم للكم الكبير من التضحيات في قصتهم إذ تركو حياة الترف التي كانوا يعيشونها واعتزلوا في الكهف لعبادة وتوحيد الله دون غيره مضحيين  بشبابهم وكل متع الحياة وملاذها.
﴿أَمْ حَسِبْتَ أَنَّ أَصْحَابَ الْكَهْفِ وَالرَّقِيمِ كَانُوا مِنْ آيَاتِنَا عَجَبًا ۝٩ إِذْ أَوَى الْفِتْيَةُ إِلَى الْكَهْفِ فَقَالُوا رَبَّنَا آتِنَا مِنْ لَدُنْكَ رَحْمَةً وَهَيِّئْ لَنَا مِنْ أَمْرِنَا رَشَدًا ۝١٠ فَضَرَبْنَا عَلَى آذَانِهِمْ فِي الْكَهْفِ سِنِينَ عَدَدًا ۝١١ ثُمَّ بَعَثْنَاهُمْ لِنَعْلَمَ أَيُّ الْحِزْبَيْنِ أَحْصَى لِمَا لَبِثُوا أَمَدًا ۝١٢ نَحْنُ نَقُصُّ عَلَيْكَ نَبَأَهُمْ بِالْحَقِّ إِنَّهُمْ فِتْيَةٌ آمَنُوا بِرَبِّهِمْ وَزِدْنَاهُمْ هُدًى ۝١٣ وَرَبَطْنَا عَلَى قُلُوبِهِمْ إِذْ قَامُوا فَقَالُوا رَبُّنَا رَبُّ السَّمَاوَاتِ وَالْأَرْضِ لَنْ نَدْعُوَ مِنْ دُونِهِ إِلَهًا لَقَدْ قُلْنَا إِذًا شَطَطًا ۝١٤ هَؤُلَاءِ قَوْمُنَا اتَّخَذُوا مِنْ دُونِهِ آلِهَةً لَوْلَا يَأْتُونَ عَلَيْهِمْ بِسُلْطَانٍ بَيِّنٍ فَمَنْ أَظْلَمُ مِمَّنِ افْتَرَى عَلَى اللَّهِ كَذِبًا ۝١٥ وَإِذِ اعْتَزَلْتُمُوهُمْ وَمَا يَعْبُدُونَ إِلَّا اللَّهَ فَأْوُوا إِلَى الْكَهْفِ يَنْشُرْ لَكُمْ رَبُّكُمْ مِنْ رَحْمَتِهِ وَيُهَيِّئْ لَكُمْ مِنْ أَمْرِكُمْ مِرفَقًا ۝١٦ وَتَرَى الشَّمْسَ إِذَا طَلَعَتْ تَزَاوَرُ عَنْ كَهْفِهِمْ ذَاتَ الْيَمِينِ وَإِذَا غَرَبَتْ تَقْرِضُهُمْ ذَاتَ الشِّمَالِ وَهُمْ فِي فَجْوَةٍ مِنْهُ ذَلِكَ مِنْ آيَاتِ اللَّهِ مَنْ يَهْدِ اللَّهُ فَهُوَ الْمُهْتَدِ وَمَنْ يُضْلِلْ فَلَنْ تَجِدَ لَهُ وَلِيًّا مُرْشِدًا ۝١٧ وَتَحْسَبُهُمْ أَيْقَاظًا وَهُمْ رُقُودٌ وَنُقَلِّبُهُمْ ذَاتَ الْيَمِينِ وَذَاتَ الشِّمَالِ وَكَلْبُهُمْ بَاسِطٌ ذِرَاعَيْهِ بِالْوَصِيدِ لَوِ اطَّلَعْتَ عَلَيْهِمْ لَوَلَّيْتَ مِنْهُمْ فِرَارًا وَلَمُلِئْتَ مِنْهُمْ رُعْبًا ۝١٨ وَكَذَلِكَ بَعَثْنَاهُمْ لِيَتَسَاءَلُوا بَيْنَهُمْ قَالَ قَائِلٌ مِنْهُمْ كَمْ لَبِثْتُمْ قَالُوا لَبِثْنَا يَوْمًا أَوْ بَعْضَ يَوْمٍ قَالُوا رَبُّكُمْ أَعْلَمُ بِمَا لَبِثْتُمْ فَابْعَثُوا أَحَدَكُمْ بِوَرِقِكُمْ هَذِهِ إِلَى الْمَدِينَةِ فَلْيَنْظُرْ أَيُّهَا أَزْكَى طَعَامًا فَلْيَأْتِكُمْ بِرِزْقٍ مِنْهُ وَلْيَتَلَطَّفْ وَلَا يُشْعِرَنَّ بِكُمْ أَحَدًا ۝١٩ إِنَّهُمْ إِنْ يَظْهَرُوا عَلَيْكُمْ يَرْجُمُوكُمْ أَوْ يُعِيدُوكُمْ فِي مِلَّتِهِمْ وَلَنْ تُفْلِحُوا إِذًا أَبَدًا ۝٢٠ وَكَذَلِكَ أَعْثَرْنَا عَلَيْهِمْ لِيَعْلَمُوا أَنَّ وَعْدَ اللَّهِ حَقٌّ وَأَنَّ السَّاعَةَ لَا رَيْبَ فِيهَا إِذْ يَتَنَازَعُونَ بَيْنَهُمْ أَمْرَهُمْ فَقَالُوا ابْنُوا عَلَيْهِمْ بُنْيَانًا رَبُّهُمْ أَعْلَمُ بِهِمْ قَالَ الَّذِينَ غَلَبُوا عَلَى أَمْرِهِمْ لَنَتَّخِذَنَّ عَلَيْهِمْ مَسْجِدًا ۝٢١ سَيَقُولُونَ ثَلَاثَةٌ رَابِعُهُمْ كَلْبُهُمْ وَيَقُولُونَ خَمْسَةٌ سَادِسُهُمْ كَلْبُهُمْ رَجْمًا بِالْغَيْبِ وَيَقُولُونَ سَبْعَةٌ وَثَامِنُهُمْ كَلْبُهُمْ قُلْ رَبِّي أَعْلَمُ بِعِدَّتِهِمْ مَا يَعْلَمُهُمْ إِلَّا قَلِيلٌ فَلَا تُمَارِ فِيهِمْ إِلَّا مِرَاءً ظَاهِرًا وَلَا تَسْتَفْتِ فِيهِمْ مِنْهُمْ أَحَدًا ۝٢٢ وَلَا تَقُولَنَّ لِشَيْءٍ إِنِّي فَاعِلٌ ذَلِكَ غَدًا ۝٢٣ إِلَّا أَنْ يَشَاءَ اللَّهُ وَاذْكُرْ رَبَّكَ إِذَا نَسِيتَ وَقُلْ عَسَى أَنْ يَهْدِيَنِ رَبِّي لِأَقْرَبَ مِنْ هَذَا رَشَدًا ۝٢٤ وَلَبِثُوا فِي كَهْفِهِمْ ثَلَاثَ مِائَةٍ سِنِينَ وَازْدَادُوا تِسْعًا ۝٢٥ قُلِ اللَّهُ أَعْلَمُ بِمَا لَبِثُوا لَهُ غَيْبُ السَّمَاوَاتِ وَالْأَرْضِ أَبْصِرْ بِهِ وَأَسْمِعْ مَا لَهُمْ مِنْ دُونِهِ مِنْ وَلِيٍّ وَلَا يُشْرِكُ فِي حُكْمِهِ أَحَدًا ۝٢٦﴾

### في المسيحية
ورد ذكر قصة أهل الكهف في الديانة المسيحية (السنكسار القبطي 20 مسرى) باسم (الفتيان السبعة القديسين الذين من أفسس)، وبحسب الرواية كان الفتيان السبعة من أتباع الديانة المسيحية واستشهدوا محبوسين في الكهف بأمر الملك ديقيانوس في القرن الثالث الميلادي عام 252م (هربا من الوثنية)، في عهد الملك ثيودوسيوس الثاني وجدت سيرتهم على لوح نحاسى داخل الكهف وعلم انه مضى على وجودهم هناك 309 سنة، ويلقبون في الديانة المسيحية باسم النيام السبعة؛ (بالإنجليزية: Seven Sleepers).وأسماؤهم هي (مكسيمليانوس، يمليخا، مرتيلوس، ديونيسيوس، يؤانس، سرافيون، قسطنطينوس).

## الأدلة التاريخية والعلمية

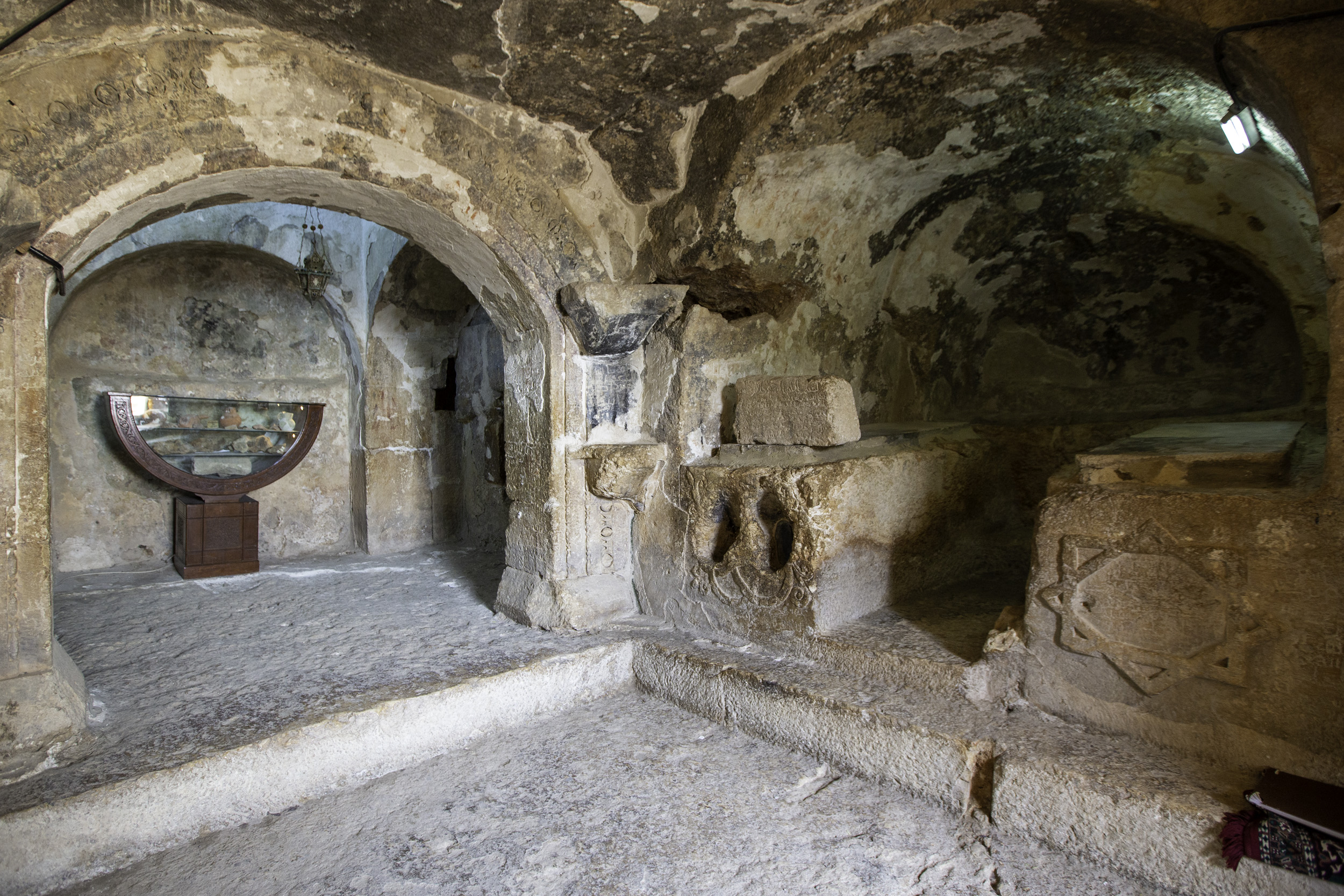
كهف الرقيم من الداخل

- كهف الرقيم من الداخلالاسم القديم لموقع قرية الرجيب في الأردن هو (الرقيم) مما يجعله متوافقاً مع ما ذكر في القرآن. حيث ذكر في القرآن: ﴿أَمْ حَسِبْتَ أَنَّ أَصْحَابَ الْكَهْفِ وَالرَّقِيمِ كَانُوا مِنْ آيَاتِنَا عَجَبًا ۝٩﴾ (سورة الكهف: الآية 9).وبهذا يرجح احتمالية أن قرية الرجيب هو الموقع الصحيح لأصحاب الكهف.
- الدليل التاريخي: من الأدلة التاريخية التي يذكرها رجال الآثار أن العديد من الصحابة وقادة الجيوش الإسلامية قد ذكروا أن موقع الكهف الذي يوجد به أصحاب الكهف موجود بجبل الرقيم بالأردن حيث زاروا هذا الموقع وعرفوه، ومنهم الواقدي، والصحابي عبادة بن الصامت الذي مر على الكهف في زمن عمر بن الخطاب وأيضا معاوية بن أبي سفيان، وكذلك حبيب بن مسلمة وابن عباس قد دخلوا هذا الكهف ورأوا عظام أصحاب الكهف.[7]

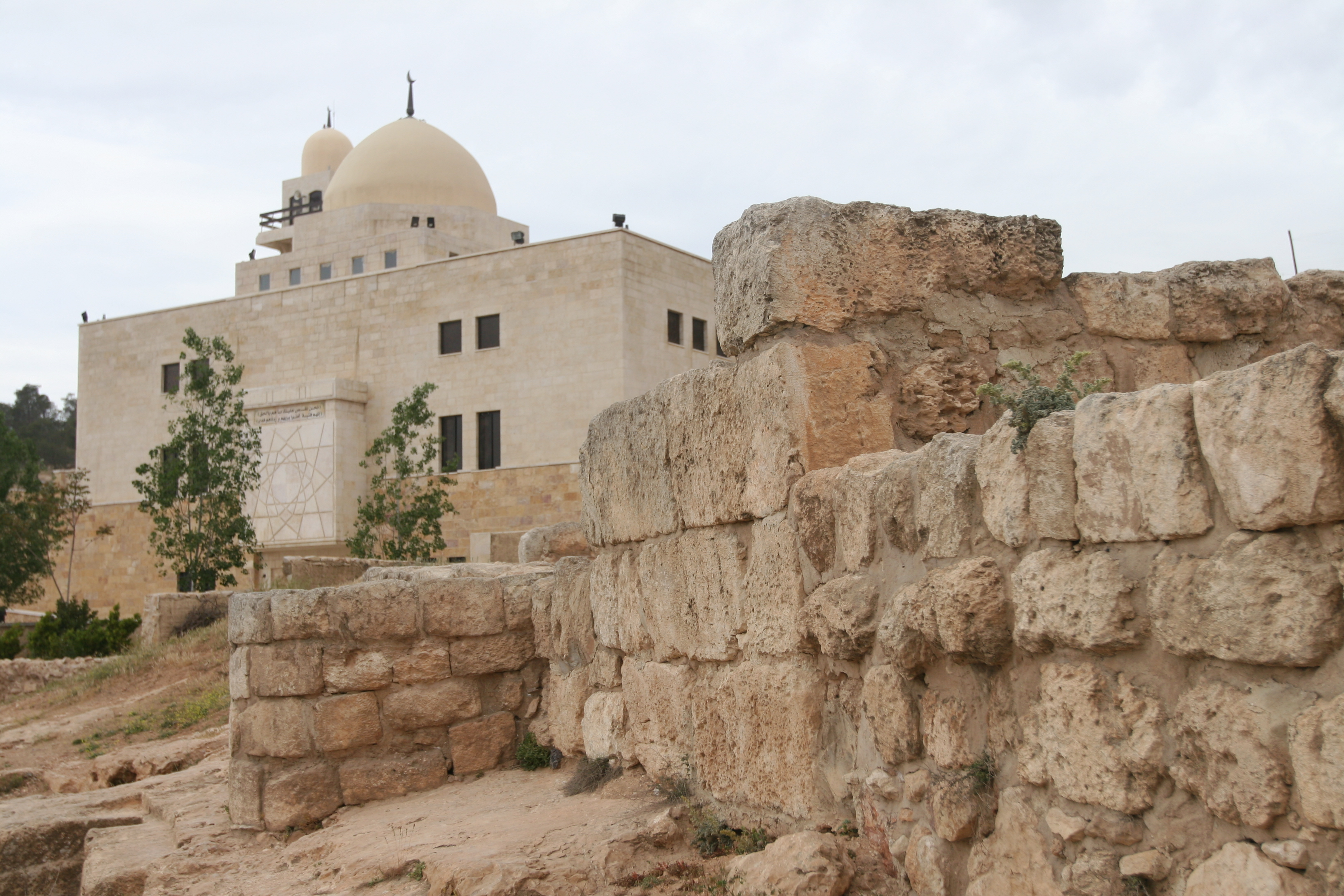
كهف الرقيم

- لوحة كهف الرقيمكهف الرقيمالدليل الأثري: عثر على بناء أثري بني فوق الكهف وقيل أن هذا البناء هو ما أشار إليه القرآن في قول الله ﴿وَكَذَلِكَ أَعْثَرْنَا عَلَيْهِمْ لِيَعْلَمُوا أَنَّ وَعْدَ اللَّهِ حَقٌّ وَأَنَّ السَّاعَةَ لَا رَيْبَ فِيهَا إِذْ يَتَنَازَعُونَ بَيْنَهُمْ أَمْرَهُمْ فَقَالُوا ابْنُوا عَلَيْهِمْ بُنْيَانًا رَبُّهُمْ أَعْلَمُ بِهِمْ قَالَ الَّذِينَ غَلَبُوا عَلَى أَمْرِهِمْ لَنَتَّخِذَنَّ عَلَيْهِمْ مَسْجِدًا ۝٢١﴾، فقد أثبتت الحفريات عن وجود بنيان فوق هذا الكهف كان معبدا (كنيسة) ثم تحول إلى مسجد في العصر الإسلامي، ويوجد بقايا سبعة أعمدة مصنوعة من الأحجار غير مكتملة الارتفاع ومخروطة على شكل دائري، كما يوجد بقايا محراب نصف دائري يقع فوق باب الكهف تماما، وبين الأعمدة الباقية بالمسجد بئر مملوءة بالماء وهي البئر التي كان يتم استخدامها في الوضوء.[7]

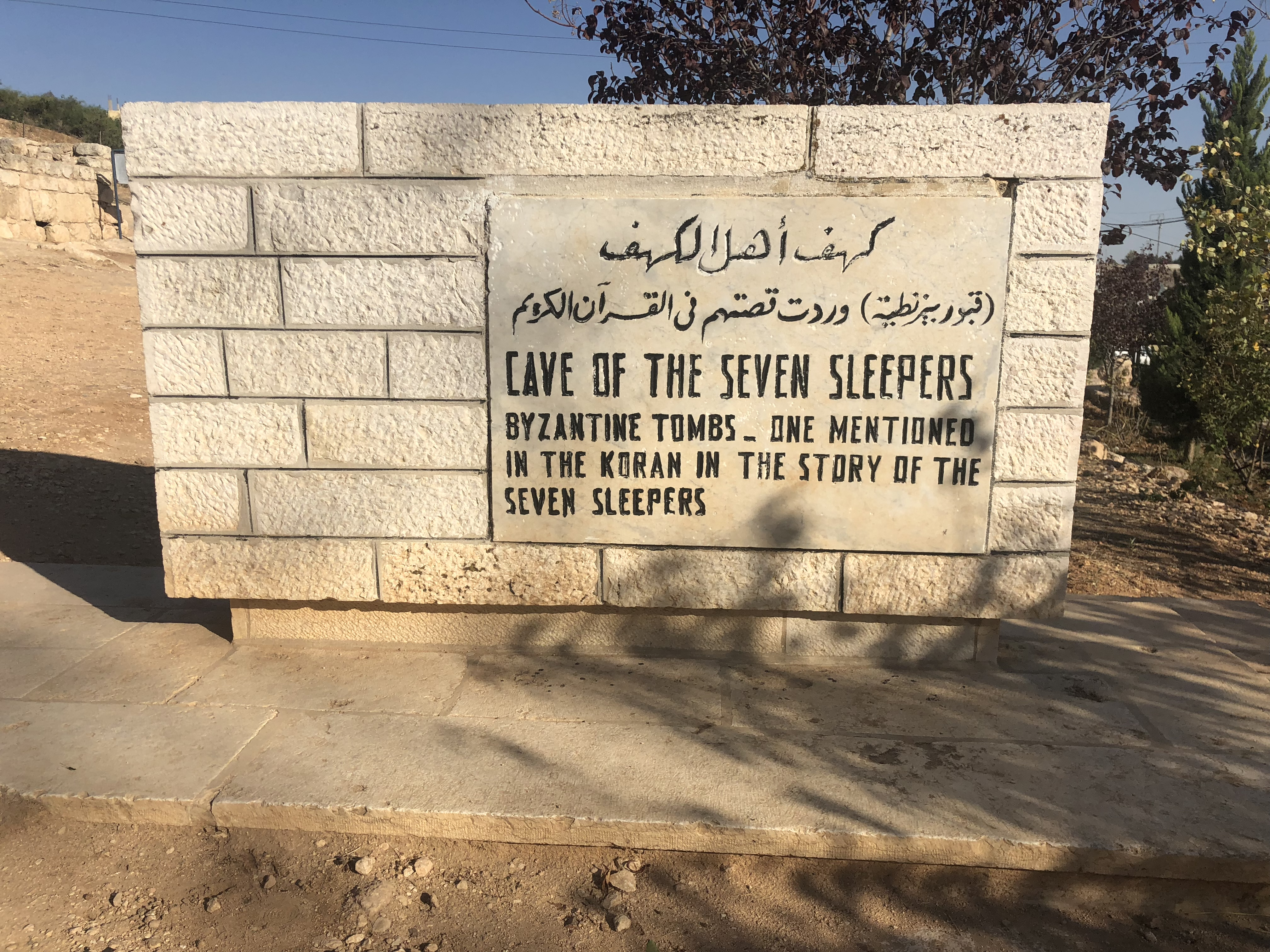
لوحة كهف الرقيم

- أعيد ترميم المسجد أكثر من مرة وفقا لما هو مدون على الأحجار التي وجدت بداخله، وهي تشير إلى تجديد تم عام 117 هجرية ثم عام 277 هجرية، ثم أعيد التجديد مرة أخرى عام 900 هجرية مما يدل على اهتمام المسلمين الأوائل بهذا المسجد لاقتناعهم بأنه المذكور في القرآن، ومما يؤكد الاهتمام بهذا الموقع وجود مسجد آخر يقع بالجهة القبلية من الكهف وما زال منبر هذا المسجد قائما إلى اليوم وهو مكون من ثلاث درجات ضخمة من الأحجار على يمين المحراب، وقد عثر بالمسجد على بلاطة تفيد بأن الخليفة الموفق العباسي قد أمر بتجديده.[7]
- عثر على ثمانية قبور بنيت بالصخر أربعة منها يضمها قبو يقع على يمين الداخل للكهف والأربع الأخرى تقع في قبو على يسار الداخل للكهف والمرجح أنها القبور التي دفن فيها الفتية التي ورد ذكرهم في القرآن، وفي المنطقة الواقعة بين القبوين في الجزء الأول من الكهف تم العثور على جمجة لكلب وبفكه ناب واحد وأربعة أضراس، ويوجد بالكهف دولاب زجاجي يحتوى على جمجمة الكلب إلى جانب بعض قطع من النقود التي كانوا يستعملونها ومجموعة من الأساور والخواتم والخرز وبعض الأواني الفخارية.[7]
- الدليل الجيولوجي: يؤكد المهندس الجيولوجي ناظم الكيلاني من خلال فحوصاته المختبرية على أن تربة الكهف ومنطقة الرقيم تساعدان على صيانة الجسم، ويذكر أن هذه التربة تتكون من الكاربوهيدرات والكالسيوم والمغنسيوم إضافة إلى حفريات النباتات والحيوانات المشبعة بالراديوم، وهذه المواد توجد في معادن اليورانيوم والثوريوم المشعة والتي من خصائصها إنتاج أشعة «ألفا» و«بيتا» و«جاما»، وهذه الأنواع من الأشعة ذات تأثير كبير في تعقيم اللحوم والنباتات والمحافظة عليها وتحول دون تفسخها، ويعتقد الكيلاني بأن وجود هذا النوع من التربة بعناصرها وأملاحها ربما يكون (ومعها أشعة الشمس المتناوبة) الوسيلة التي حفظت أجساد فتية الإيمان أكثر من ثلاثة قرون دون أن تؤثر فيهم عوامل الهواء والتربة.[7]
- أدلة أخرى: وتتمثل في أن الكهوف الأخرى التي تم الإشارة إليها على أنها هي التي جاء ذكرها في سورة الكهف لا ينطبق عليها آية طلوع الشمس وغروبها، وهو ما أكده الدكتور عبد العزيز كامل الذي زار كهف الرقيم بالأردن مرتين وتأكد من انطباق حركة الشمس في طلوعها وغروبها وعلاقة أشعتها بالكهف، كما درس من قبل عددا من الكهوف التي نسب إليها أهل الكهف وأهمها في أفسوس وطوروس واستبعدها لأنها ذات فتحات لا تتفق في سقوط الشمس عليها مع ما جاء في الآيات، وهو ما توصل إليه خبير الآثار الأردني «محمد تيسير طبيان» بناء على دراسة استمرت لأكثر من عشر سنوات، كما أن كثير من المتخصصين والمهتمين الذين زاروا كهف أفسوس ينفون أن يكون هو الكهف المعني لبعده عن عاصمة الإمبراطورية الرومانية (حوالي 450 كم عن أفسوس).[7]